# Iglesia de San Jaime (Newark)
La Iglesia de Saint Jaime es un iglesia histórica adscrita a la Iglesia Episcopal Metodista Africana (A. M. E.) ubicada en las calles High y Court en Newark (Estados Unidos). Construida en 1850 por el arquitecto John Welch y dedicada en 1854, originalmente se llamó Iglesia Presbiterana de High Street hasta 1926, cuando se disolvió brevemente. Se restableció como Iglesia Bethel A. M. E. antes de pasar a llamarse Iglesia A. M. E. de San Jaime. Fue incluida en el Registro Nacional de Lugares Históricos en 1972.

## Historia
Incorporada en 1842 y ubicada en Green Street en Newark, se formó bajo C. Birch, sin embargo, se disolvió brevemente en 1926  y luego se restableció como la Iglesia de San Jaime A. M. E.  Los servicios de la iglesia se llevaron a cabo en varios lugares antes de establecerse en 94 Union Street. En enero de 1945, la iglesia se mudó a su edificio actual en High Street (actual bulevar Martin Luther King). Antes de la adquisición de la iglesia en Union Street, la congregación adoraba en varios lugares. La iglesia actual había sido la antigua Iglesia Presbiteriana de High Street.  
La iglesia de San Jaime se colocó en el Registro Nacional de Lugares Históricos en 1972. Al obtener el estatus de hito y la elegibilidad para el dinero designado para la preservación histórica, recibió una subvención sustancial de 1,3 millones dee dólares en 2000 otorgada por el New Jersey Historic Trust. Durante el trabajo de embellecimiento, los servicios se llevaron a cabo en la Escuela Secundaria de Artes cercana durante aproximadamente nueve meses. 

## Arquitectura
La iglesia fue construida para representar una estructura gótica florida en el estilo puntiagudo del siglo XIV construida completamente con piedra de Little Falls por el renombrado arquitecto John Welch. Se dice que es uno de sus primeros proyectos al llegar a los Estados Unidos. El interior presenta una estancia espaciosa y alegre, sin galerías, despojada de todo efecto sepulcral por las discretamente ricas vidrieras, que atemperan el ambiente en un tono suave y meloso, sin excluir demasiada luz. Los bancos están atractivamente dispuestos y acolchados con rojo, las alfombras son del mismo tono general. El púlpito es de roble elaboradamente tallado, el trabajo de madera del desván del órgano sobre el vestíbulo delantero y los asientos son del mismo material. Por la noche se enciende con gas de los soportes laterales y candelabros dorados, con cinco quemadores cada uno, que se elevan a intervalos convenientes entre los bancos.
La iglesia está diseñada en forma rectangular con la ubicación de la torre, los pilares y el presbiterio en un estilo similar al período decorativo inglés del siglo XIV. El edificio está construido completamente con piedra tallada a mano en un facsímil aproximado de un bono flamenco. Una torre ubicada en el centro de la fachada es de estilo normando con algunos elementos ingleses tempranos. El edificio está en un eje este-oeste y tiene sus puertas de entrada al nivel de la acera. La nave y la adición trasera se extienden hacia atrás y hacia abajo de la colina empinada, por lo que el edificio parece ser bastante grande. El interior de la iglesia, sin embargo, no es muy grande.
La adición fue una sala de conferencias trasera construida en 1890, comenzando al final de las paredes laterales. Aunque el edificio trasero parece ser un gran crucero, en realidad es un edificio separado. La parte original del edificio se extiende desde la torre frontal hasta el muro posterior de la nave que sirve de púlpito central. Toda la parte trasera del edificio es, de hecho, un edificio separado y contiene habitaciones utilizadas para oficinas con una gran sala de conferencias en los pisos superiores que se extienden en un ángulo alto hacia la nave de la iglesia. Este edificio está construido de ladrillo y está revestido con piedra rojiza similar a las que se encuentran en la fachada. La entrada al edificio se proporciona desde la nave y a través de puertas exteriores separadas. Una piedra angular en la esquina sureste lleva la fecha de 1890. Se hizo un verdadero intento de utilizar una piedra de revestimiento como la que se encuentra en la fachada para que no exista un contraste real.